# 波內哈里湖
56°30′45″N 42°10′23″E / 56.51250°N 42.17306°E
波內哈里湖（俄语：Поныхарь），是俄羅斯的湖泊，位於該國西部，由伊萬諾沃州負責管轄，處於尤扎區，長2公里、寬0.3公里，面積0.5平方公里，最大水深17米。